# Intimité émotionnelle

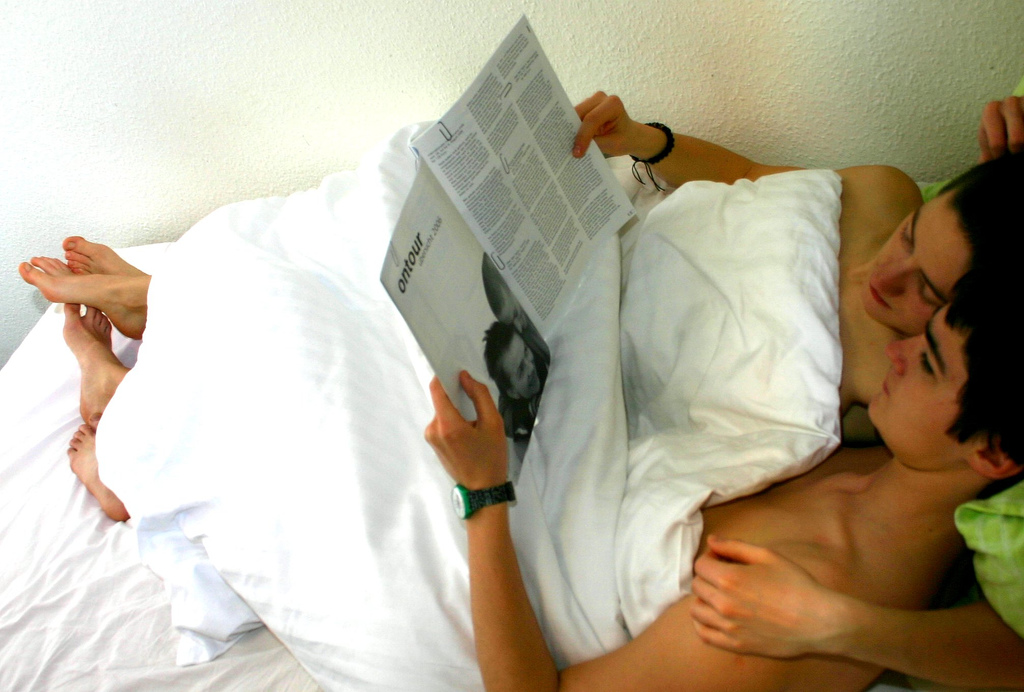
Une relation plus étendue que simplement sexuelle.

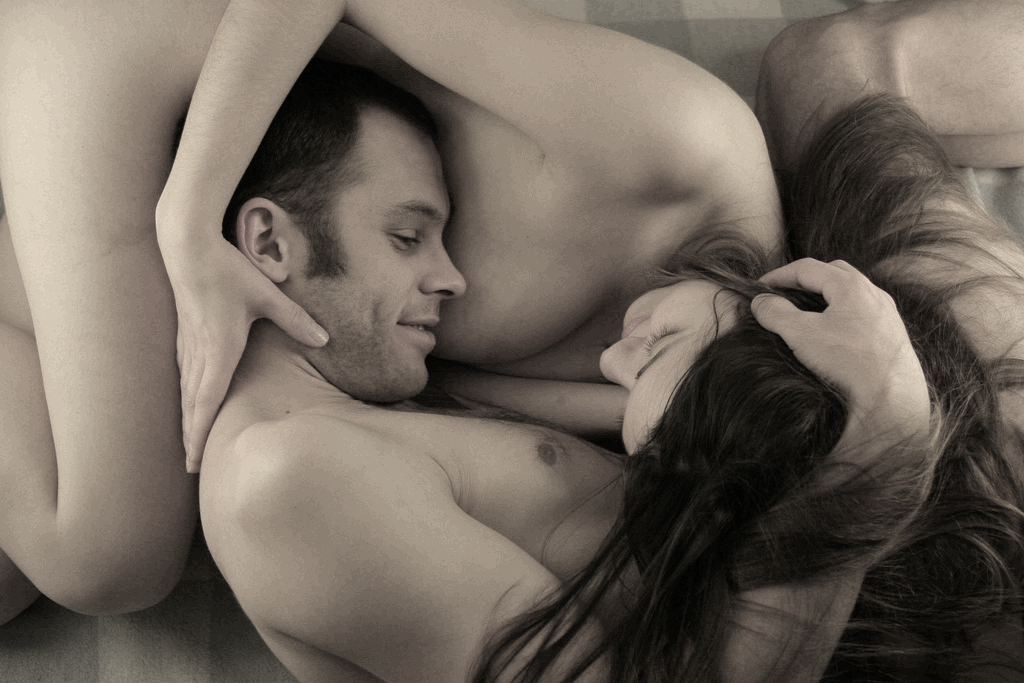
Un cocon à l'intérieur de la société

 (juillet 2025).
- Si vous ne connaissez pas le sujet, laissez ce bandeau (vous pouvez alors contacter les auteurs).
- Si vous supprimez le contenu mis en cause (vous pouvez préalablement contacter les auteurs),

argumentez précisément cette suppression dans la page de discussion
(un manque de référence n'est pas un argument ; une recherche réelle de référence doit avoir été effectuée, être formellement documentée).
L'intimité émotionnelle est un aspect des relations interpersonnelles qui varie en intensité selon les relations, et qui varie selon le moment, à l'instar de l'intimité physique. L'intimité émotionnelle implique la perception de la proximité d'un-e autre qui permet de partager des sentiments personnels, accompagnés par les attentes de la compréhension, de l'affirmation et de la démonstration de la bienveillance. L'affect, l'émotion et le sentiment peuvent se référer à des phénomènes différents. L'intimité émotionnelle peut faire référence à tout ou partie des personnes impliquées dans un contexte privé ou professionnel.

## Description
L'intimité émotionnelle peut être exprimée par la communication verbale et non-verbale. Le degré de confort, l'efficacité, et l'expérience mutuelle de proximité pourrait indiquer une intimité émotionnelle entre des individus. La communication intime est à la fois explicite (par exemple en parlant) et implicite (par exemple, des amis s'asseyant sur un banc dans un parc dans le silence).
L'intimité émotionnelle dépend principalement de la confiance, ainsi que de la nature de la relation, et de la culture dans laquelle elle est observée. L'intimité émotionnelle est différente de l'intimité sexuelle. L'intimité sexuelle peut avoir lieu avec ou sans intimité émotionnelle, ce qui diffère de l'intimité émotionnelle, car elle ne se produit pas dans tout type de contexte sexuel. L'intimité émotionnelle est un phénomène psychologique qui se produit lorsque les niveaux de confiance et de communication entre les deux personnes sont tels qu'ils favorisent le partage mutuel profond. Selon le contexte et les conventions des participants, l'intimité émotionnelle pourrait impliquer la divulgation des pensées, des sentiments et des émotions afin de parvenir à une compréhension mutuelle, à un soutien mutuel et à la construction d'un sens communautaire, ou elle pourrait impliquer le partage d'une responsabilité, sans commentaires supplémentaires.
L'intimité profonde nécessite un haut niveau de transparence et d'ouverture. La conversation est un point clé dans chaque relation émotionnelle intime. Par exemple, une relation à grande distance est purement basée sur la conversation. Une relation à grande distance peut être plus forte, par rapport à une normale, car les deux partenaires améliorent les processus de conversation. Cela implique un degré de vulnérabilité qui peut provoquer de l'inconfort ou de l'angoisse pour de nombreuses personnes. Ces sentiments peuvent, cependant, avoir tendance à diminuer et même à se dissoudre avec le temps et la pratique. Les couples qui participent à cette loi de l'intimité émotionnelle sont en mesure d'être plus à l'aise l'un avec l'autre. Ils sentent qu'ils peuvent partager leurs rêves et leurs caractéristiques positives, ainsi que les caractéristiques négatives qu'ils peuvent avoir. Il y a de grands moments et aussi des moments difficiles dans une relation. L'intimité émotionnelle est le fait d'être en mesure de communiquer ses sentiments pour montrer l'intensité du souci que le partenaire se fait à propos du bien-être de l'autre,.

## Lien avec la société

### Fait social
Étant donné qu'il s'agit d'un phénomène social, l'intimité émotionnelle est donc influencée par la société, mais elle a également une influence sur la société. Il y a une évolution des normes avec l'évolution de l'intimité. Par exemple, les nouvelles lois sur la famille permettent à des personnes de quitter le modèle de la famille traditionnelle avec un noyau.
L'interdépendance entre tous les individus contient notre liberté. En maintenant une relation solide, les individus ont besoin de suivre des règles écrites et non écrites pour permettre une vie communautaire. Ils demandent aussi des services à des personnes différentes pour remplir les aspects obligatoires de leur vie. Il est impossible pour un individu d'occuper tous les postes dans la société dont elle ou il a besoin pour être en mesure de vivre dans cette société. Ainsi, l'individu est constamment obligé de dépendre de personnes qu'elle ou il n'a pas choisi, ou qu'elle ou il a sélectionné par défaut. Mais, selon Hegel, l'individu choisit avec qui avoir une relation intime, et peut ainsi avoir plus de liberté et de choix pour être « nous-mêmes ». Cette liberté est d'autant plus importante qu'elle permet à l'individu de ne pas être l'objet de la propriété publique ou du secret privé. L'intimité émotionnelle peut être vue comme une bulle, une exception qui permet de séparer l'individu. Paradoxalement, cette intimité, avec Amour par exemple, crée une plus forte confiance en soi, qui est développée par un processus de socialisation. Donc, l'intimité émotionnelle permet aussi d'être facilement intégré dans la société. L'individu reste dépendant du processus social car les relations intimes peuvent être encadrées par la société. Par exemple, une famille ou un couple a besoin de déclarer son statut et de suivre les lois du gouvernement.
Être plus émotionnellement investi dans une relation, que l'autre partenaire, peut être considéré comme une perte de pouvoir. L'intimité émotionnelle peut également améliorer le bien-être physique et physiologique. L'individu est plus fort pour faire partie du processus social et donc, il peut avoir plus d'impact pour faire évoluer les valeurs de la société. L'intimité émotionnelle peut être partagée non seulement son partenaire dans la vie, mais aussi avec des amis, la famille, des collègues, et même avec des animaux domestiques.
L'intimité émotionnelle est difficile à créer en raison des barrières sociales ou des normes. Par exemple, l'intimité émotionnelle entre les hommes est difficile à créer en raison du rôle de la masculinité dans la société : la pression de la concurrence, la peur de la vulnérabilité, d'être homophobe. Les hommes ont de nombreux  meilleurs amis de même sexe, mais une grande majorité discutent de sujets importants et des décisions avec leurs amies femmes. La société détermine ou, au moins, a une forte influence sur la construction d'une relation émotionnelle intime.

### Échelle de l'intimité émotionnelle
L'échelle de l'intimité émotionnelle comporte 5 items et elle permet d'évaluer l'intimité émotionnelle d'une relation. Son objectif est la prédiction des différents résultats produits par l'existence d'une relation intime.
Cette échelle est créée avec une étude de différents éléments qui sont fondamentaux pour une relation intime. Certaines personnes ont besoin de répondre à un questionnaire. Ils répondent selon le degré de cohérence des items avec leur situation personnelle. Voici cinq de ces items : 
- Cette personne m'accepte totalement tel-le que je suis
- Je peux partager mes pensées et mes sentiments les plus profonds avec cette personne
- Cette personne se soucie profondément de moi
- Cette personne m'aiderait volontiers de quelque manière que ce soit
- Mes pensées et mes sentiments sont compris et confirmés par cette personne

Ces résultats sont à mettre en corrélation avec les valeurs spécifiques qui caractérisent un individu, comme le bien-être psychologique et physique, le soutien social et la santé.
Les résultats fournis par l'échelle prouve une relation positive entre l'augmentation du score à cette échelle, et l'augmentation pour la personne du soutien social, d'auto-efficacité, de satisfaction de vie et d'autres effets positifs. Il montre également une relation négative entre une diminution du score, et une augmentation du stress, de la douleur et de la fatigue pour l'individu. Une relation intime donne un sentiment d'appartenance qui augmente le bien-être physiologique et psychologique.
Il est important de cultiver une intimité émotionnelle dans ses relations. Un manque d'intimité émotionnelle peut se résorber en prenant le temps d'être avec son partenaire tout au long des relations. De nombreux sites internet suggèrent que parler de ces problèmes dès qu'ils surviennent est judicieux pour continuer à bénéficier d'intimité émotionnelle. Être honnête, exprimer sa satisfaction, et communiquer régulièrement maintient également une intimité émotionnelle stable.